# Матяшка
Матяшка (словац. Matiaška) — село в Словаччині, у Врановському окрузі Пряшівського краю. Розташоване в північно-східній частині Словаччини в південній частині Низьких Бескидів. Протікає Волянський потік.
Уперше згадується у 1363 році.

## Пам'ятки
У селі є стара греко-католицька церква святого Димитрія (1773) в бароко-класицистичному стилі, з 1963 року національна культурна пам'ятка та нова греко-католицька церква святого Димитрія (XXI століття).

## Населення
| Рік:            | 1993 | 2003    | 2013    | 2023    |
| --------------- | ---- | ------- | ------- | ------- |
| Кількість осіб: | 279  | 272     | 272     | 293     |
| Різниця:        |      | -2,50 % | -1,42 % | +7,72 % |

| Рік:            | 2022 | 2023    |
| --------------- | ---- | ------- |
| Кількість осіб: | 295  | 293     |
| Різниця:        |      | -0,67 % |

У селі проживає 274 осіб.
Національний склад населення (за даними перепису 2001 року):
- словаки — 99,63 %
- русини — 0,37 %

Склад населення за приналежністю до релігії станом на 2001 рік:
- греко-католики — 84,13 %,
- римо-католики — 14,02 %,
- протестанти — 1,11 %,
- православні — 0,37 %,
- не вважають себе віруючими або не належать до жодної вищезгаданої церкви- 0,37 %